# 金山湾站
金山湾站位于辽宁省丹东市元宝区金山镇，为沈丹铁路上的一个火车站。建于1934年。距离沈阳站263公里，丹东站14公里，隶属沈阳铁路局管辖。现为三等站。本站原本为纵列式布置，设两个车场，分别为到发场和中朝油专车场。2015年1月21日，沈丹铁路完成转线施工，列车经过丹东站与本站之间不再经过蛤蟆塘站与沙河镇站，本站原到发场取消，占用中朝油专车场位置新建到发场。